# Bazaar (software)
Bazaar (ook wel 'bzr', naar de naam van het unix-commando) is een gedistribueerd versiebeheersysteem. Het is opensource, gesponsord door Canonical (bekend van Ubuntu Linux) en wordt zowel commercieel als in de hobbysfeer gebruikt.
Bazaar is geschreven in Python en werkt op vrijwel alle systemen: Unix/Linux, Mac OS X en MS Windows. Naaste de traditionele commandoregel-versie bestaan er ook grafische interfaces, al dan niet geïntegreerd in diverse ontwikkeltools, en zijn er web-interfaces (zie loggerhead).
Bazaar is vrije software en onderdeel van GNU. Er is veel gebruikersdocumentatie beschikbaar.

## Gebruik
De commando's die Bazaar gebruikt komen redelijk overeen met die van CVS (en dus subversion), tools die veel als referentie gebruikt worden. Het is nooit nodig om (eerst) een centrale repository te maken. Dit komt ook door het gedistribueerde concept; hierdoor zijn installaties op (offline) notebooks e.d. zeer bruikbaar
Kleine projecten werken vaak zonder repository. Een bestaande directory kan onder versiebeheer komen met het 'bzr init'-commando. Als het nodig is om met meerdere versies (branches) tegelijkertijd te werken, kan een lokale repository gemaakt worden (commando: 'bzr init-repo'). Het belangrijkste voordeel hiervan is effectiviteit; zo gebruiken al die branches minder diskruimte dan een kopie van de hele repository.
Het is ook mogelijk om op meerdere plekken (en/of mensen, systemen en platformen) te werken. Het commando 'bzr checkout' kan over diverse protocollen (zoals http en ssh) een kopie maken van een bestaande (remote) branch (of repository).
In tegenstelling tot de puur gedistribueerde versiecontrolesystemen, die geen gebruik maken van een centrale server, kan Bazaar ook gebruikmaken van een centrale server. Bazaar is erg flexibel qua gebruik. Het is mogelijk te werken op de CVS-manier, op de SVN-manier en nog talloze andere manieren. Dit is een krachtige optie, maar is tegelijkertijd voor nieuwe gebruikers weleens verwarrend. Gelukkig is er veel documentatie te vinden, is er een actieve gebruikersgemeenschap. En tot slot zijn er voldoende consultants die hun diensten aanbieden.
De websites Launchpad en Sourceforge bieden gratis hostingservice voor projecten beheerd met Bazaar. De eerste hiervan concentreert zich geheel op Bazaar. Support voor deze site is ingebed in Bazaar (wat soms als een nadeel gezien wordt: het is ballast voor hen die dit niet gebruiken).
Er zijn diverse procedures en script om de Bazaartools te gebruiken samen met andere versiebeheersystemen. Zowel om code (of andere data) over te brengen naar Bazaar, als in een gemengde omgeving.
Bazaar ondersteunt bestanden met namen uit de volledige Unicode-set. Het staat ook commit-boodschappen, committer-namen, etc. in Unicode toe.